# Maison des Sciences de l’homme Mondes
La Maison des Sciences de l’Homme Mondes (anciennement MAE, Maison Archéologie & Ethnologie René-Ginouvès) est une maison des Sciences de l'homme implantée sur le campus de l'université Paris-Nanterre. Elle réunit plusieurs disciplines des sciences de l'homme et de la société : archéologie, préhistoire et protohistoire, ethnologie, anthropologie, sociologie comparative, histoire ancienne et médiévale.
La Maison Archéologie & Ethnologie est intégrée au Réseau national des Maisons des Sciences de l’Homme (RnMSH) dès sa création en 1999.

## Historique
Le projet de création d'un organisme de recherche et de formation à la recherche est né à la fin des années 1960 et début des années 1970 du souhait de regrouper des laboratoires d'archéologie de Paris ainsi que du développement des recherches en ethnologie et archéologie dans la récemment créée université de Paris-X Nanterre.
Le projet émane des archéologues et préhistoriens de la région parisienne, organisés en petites équipes dispersées sur plusieurs sites, l'Institut d'art et d'archéologie, le musée Guimet, l'École normale supérieure rue d'Ulm. Un projet d'institut national d'archéologie est dressé par Henri Seyrig en 1963. Une proposition alternative émane d'une commission d'archéologie de l'Institut d'art et d'archéologie (rue Michelet) en 1968. C'est un centre de la recherche archéologique (CRA), qui s'installe à Valbonne en 1976. Un autre projet voit le jour à Lyon, la maison de l'Orient et de la Méditerranée (MOM) en 1975. À Paris, René Ginouvès milite en faveur d'un regroupement des archéologues des universités Paris-I et Paris-X. Vers la fin des années 1970, alors que l'ethnologue Éric de Dampierre constitue un département d'ethnologie et de sociologie comparative au sein de l'université de Nanterre, l'archéologue René Ginouvès y rassemble des équipes d'archéologues intéressés par les questions de méthodologie.
Le projet évolue, et dans les années 1983-1984, est envisagé un institut, avec bibliothèque, différents laboratoires (de conservation et de restauration, de paléobotanique et paléozoologie), et des ressources informatiques. Des discussions sur le site choisi aboutissent au choix de Nanterre, avec une association avec l'ethnologie,. La construction du bâtiment est décidée en 1987 par le Ministère de l'Éducation nationale, le Ministère de la Recherche, la DRED et le CNRS. L'agrément pour un bâtiment de 6 500 m2 est accordé, à la condition que les locaux soient utilisés uniquement par les équipes d'archéologie et d'ethnologie.
Le CNRS, en partenariat du ministère de l'Éducation nationale, de celui de la Recherche et de la DRED sont responsables de l'exécution des travaux,,.
La première pierre est posée le 18 novembre 1994, soit 8 jours après la mort de René Ginouvès. Au cours de la cérémonie, des archéologues déposent une tablette dans les fondations du futur bâtiment, en observation des rites de fondation de Mari.
La Maison Archéologie & Ethnologie est fondée en 1996 sous l'égide de trois institutions publiques : le CNRS, l'université Paris-I et l'université Paris-X,. Une convention lie ces trois institutions : le CNRS contribue sur le plan financier et logistique, l'université nanterroise fournit le terrain sur son campus.
C'est au sein de cette troisième institution que sont alors établis les bureaux et les laboratoires de cette maison des Sciences de l'homme. D'autres scientifiques s'engagent au côté d'Éric de Dampierre et de René Ginouvès, notamment l'historien de l’Afrique de la Rome impériale, Claude Lepelley.
Le projet vise à établir une structure de recherche, en lien avec les écoles doctorales en archéologie et ethnologie, de fournir des hébergements aux équipes jusqu'alors dispersées en Île-de-France, et de regrouper des équipes scientifiquement voisines.
En 1996, environ 300 chercheurs sont concernés par le regroupement, par le biais de leurs équipes dont 16 dépendent du CNRS, les autres de Paris X. Ces équipes travaillent en archéologie orientale (6), archéologie européenne (7), archéologie de l'Amérique centrale et du Sud (1), ethnoarchéologie et ethnologie (2). Plusieurs revues sont concernées, notamment Gallia et Gallia Préhistoire. René Ginouvès définit cette réunion inédite d'« une telle conjonction de spécialistes et de spécialités » y voit la possibilité de « perspectives nouvelles et novatrices ».
En 1996, sont nommés le directeur, Olivier Picard, professeur à l'université Paris IV et la directrice adjointe, Anne-Marie Guimier-Sorbets, professeure à Paris X. Le CNRS participe aux frais d'infrastructure pour 50,5%, Paris X pour 33% et Paris 1 pour 16,5%, une convention de création, avec une gestion par une UMS est actée et l'inauguration du bâtiment est le 19 mai 1998. Plusieurs services sont déjà opérationnels dès cette date : la bibliothèque d'archéologie et des sciences de l'Antiquité, le service photographie, le service informatique et le service des archives.
En ce qui concerne l'organisation des équipes de recherche : une unité rassemble les équipes des trois structures, tandis que les ethnologues sont déjà fédérés au sein du LESC, Laboratoire d’ethnologie et de sociologie comparative (UMR 7186), créé par Éric de Dampierre en 1967. Une unité mixte de recherche, « archéologies et sciences de l'Antiquité (ArScan, UMR 7041) » est créée en 1999. Plusieurs autres équipes, l'USR 3225 et les revues Gallia et Paléorient, ArChAm (Archéologie des Amériques (UMR 8096) et Préhistoire et technologie (UMR 7055), rejoignent ultérieurement la Maison Archéologie & Ethnologie. Au total, en 2014, environ 400 personnes sont rattachées à la MAE (enseignants et chercheurs, ou ingénieurs du CNRS), et cinq cents doctorants, rattachés à deux écoles doctorales.
Le 1er janvier 2020, la Maison Archéologie & Ethnologie René-Ginouvès devient la MSH Mondes. Elle comprend aujourd'hui quatre écoles doctorales, 7 unités mixtes de recherche résidentes et une unité d'appui et de recherche (UAR 3225).

## Le réseau national des maisons des Sciences de l'homme
La Maison Archéologie & Ethnologie rejoint en 1999 le réseau national des maisons des Sciences de l'homme, dans la lignée de la création de la maison des Sciences de l'homme due à Fernand Braudel, boulevard Raspail. En 1998, un réseau national de ces maisons est constitué, auquel se joignent plusieurs maisons à orientation disciplinaire, comme la MAE nanterroise. Ces maison regroupent « sur un même lieu des moyens de recherche humains et matériels ». Le réseau, qui s'est constitué en groupement d'intérêt scientifique permet à chaque maison d'affirmer son identité et de créer une dynamique de coopération entre elles. Son adhésion permet à la MAE d'obtenir des moyens supplémentaires.

## Organisation institutionnelle

### Unités mixtes de recherche (UMR)
- UMR 7041 Archéologies et sciences de l'Antiquité (ArScAn)
- UMR 8096 Archéologie des Amériques (ARCHAM)
- UMR 7186 Laboratoire d'ethnologie et de sociologie comparative] (LESC)
- UMR 8068 Technologie et Ethnologie des Mondes PréhistoriqueS (TEMPS)
- UMR 8215 Trajectoires. De la sédentarisation à l'État
- UMR 7220 Institut des Sciences Sociales du Politique (ISP)[24]
- UMR 7218 Laboratoire Architecture, Ville, Urbanisme, Environnement (LAVUE)[25]

### Bibliothèques, édition et archives
Le regroupement des fonds de bibliothèques d'archéologie et d'histoire ancienne se fait à la MAE, alors que les bibliothèques d'ethnologie restent attachées au laboratoire d'ethnologie. La bibliothèque d'archéologie et des sciences de l'Antiquité (MAE) compte 60 000 ouvrages et 1 450 revues (400 vivantes), la bibliothèque d'ethnologie Éric de Dampierre (LESC) dispose de 35 000 livres et 560 revues. En 2014, ces bibliothèques sont respectivement fréquentées par 10 000 lecteurs, dont 70% d'étudiants et 2 000 lecteurs, dont 80% d'étudiants.
Elle dispose d'un service éditorial qui publie les collections « Colloques » et « Travaux », ainsi qu'un service d'archive qui recense près de 700 000 documents figurés et 21 500 archives de fouilles en ligne. Elle possède deux bibliothèques : la bibliothèque d'archéologie et des sciences de l'Antiquité et la Bibliothèque d'ethnologie Eric de Dampierre.
La MSH Mondes développe des réseaux documentaires : Frantiq, Daphné, Biblio-ethno, Limc... Elle est porteuse du consortium « Mémoires des archéologues et des sites archéologiques » (MASA) financé par l’infrastructure de recherche* Huma-Num.

### Le pôle éditorial de la MSH Mondes
Le pôle éditorial de la MSH Mondes constitue une expérimentation d’avant-garde en matière d’édition à l’échelle du réseau des Maisons des sciences de l’homme en France et bénéficie du soutien de l’Institut des sciences humaines et sociales (InSHS) du CNRS.
Il est animé par une équipe de rédacteurs en chef et d’éditeurs professionnels. Ils œuvrent ensemble à la fabrique d’ouvrages et de revues des différentes disciplines en sciences humaines et sociales représentées dans la MSH Mondes – anthropologie, archéologie, épigraphie, ethnologie, géographie, histoire, sociologie, etc.
Il rassemble trois collections d’ouvrages et seize revues imprimées, numériques ou hybrides :
- Americae
- Archéologie de la France – Informations (AdlFI)
- Bulletin de la Société préhistorique française
- Espaces et Sociétés
- Ethnologie française
- European Journal of Sociology / Archives européennes de sociologie
- Gallia
- Gallia Préhistoire
- Journal de la Société des américanistes
- Justice spatiale (Spatial Justice)
- Paléorient
- Revue archéologique
- Syria
- Terrain
- Tracés

### Personnalités liées à la MAE
Directeurs et directrices
- Olivier Picard, archéologue et numismate, directeur de la MAE (1996-1999).
- Pierre Rouillard, directeur de la MAE (2000-2012), directeur de recherche émérite CNRS (ArScan UMR 7041),spécialiste du monde ibérique et des vases grecs du IVe siècle
- Frédéric Hurlet, professeur d'histoire romaine, directeur de la MAE (2012-2017).
- Anne-Yvonne Guillou, directrice de la Maison des Sciences de l'Homme Mondes (2020-2022)[34]
- Ghislaine Glasson-Deschaumes, directrice de la MSH Mondes (février 2023-)

Autres personnalités
- Roberte Hamayon, enseignant-chercheur, spécialiste de la mongolie, ancienne directrice du LESC.